# Rajince
Rajince (cyr. Рајинце) – wieś w Serbii, w okręgu pczyńskim, w gminie Preševo. W 2002 roku liczyła 1954 mieszkańców.